# Земська управа (Маріуполь)

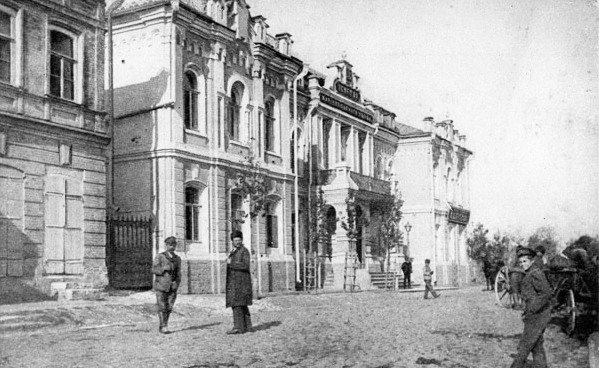
Маріуполь. Земська управа, поч. XX ст., поштівка

Маріупольська земська управа — історична споруда повітової Земської управи у Маріуполі, зруйнована під час Другої світової війни та не відновлена.

## Історія

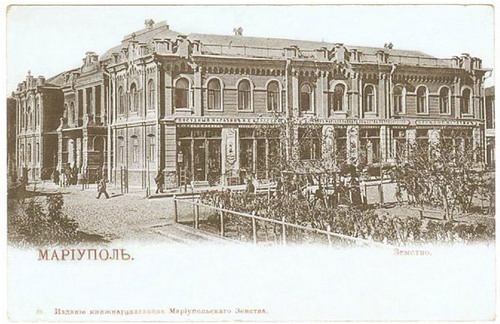
Маріуполь. Повітова Земська управа, головний і бічний фасади, початок XX ст.

Вулиця, що отримає назву Земська, одна із найстаріших в місті Маріуполь. Тоді безіменна, вона позначена на мапі міста ще 1811 року.
Споруда повітової Земської управи в місті вибудована 1875—1876 рр.. З 1876 року, коли розпочали давати найменування всім великим на той час вулицям, назву Земська отримала і вулиця, де була розташована Земська управа. На той час поблизу управи був центр провінційного міста, де гомонів ринок і був вибудований головний у місті Харлампіївський собор.
Споруда повітової Земської управи мала два поверхи і була чи ненайкращою за архітектурою в 1870-ті роки. Цегляна споруда мала пишний головний фасад на п'ятнадцять осей, частково скопійований з типового проекту. Фасад мав палацовий характер з трьома ризалітами — двома бічними і невеликим центральним. Центральний ризаліт мав додатково балкон. Трохи пізніше центральний ризаліт перебудували і додали пишний вхідний портал з використанням лекальної (фігурної) цегли.
Окрім управи, перший поверх споруди віддали під книжковий магазин земства та крамницю з посудом. Окрім продажу книжок, магазин також займався друком поштівок із краєвидами та спорудами Маріуполя.
Земська управа дожила до громадянської війни незмінною. Але 1920 року за наказом більшовицької влади земства були ліквідовані. 1923 року в Маріуполі заснували педагогічний технікум, викладання в котрому вели українською. З 1926 року в навчальному закладі організували грецький факультет.
Трохи пізніше весь технікум став грецьким і був переведений на випуск вчителів для грецьких поселень у Приазовському краї. 1937 року за наказом Сталіна розпочалися репресії проти національних меншин в СРСР. Того ж 1937 року в Маріуполі закрито грецький театр та ліквідовано органами НКВС грецький педагогічний технікум.
Маріупольський педагогічний технікум залишили в місті, але силоміць перевели на російське викладання.
В роки тимчасової окупації Маріуполя німецькими військами (1941—1943) споруду Земської управи займав німецький штаб. 1943 року під час вимушеного відступу фашисти споруду підпалили. Постраждала від пожежі Земська управа стояла в повоєнний період пусткою.
Біля неї гомонів так званий вечірній ринок, стихійно організований мешканцями Маріуполя. До поруйнованої споруди потяг руки місцевий криміналітет. Аби ліквідувати в цьому місці кримінальний пункт, історичну споруду розібрали до фундаментів. Урядові радянські заклади розташувались на вулиці Фонтанній, тому про відновлення історичної споруди не йшлося — ні тоді, ні зараз.
Міцні фундаменти колишньої Земської управи дозволили забудувати в повоєнний період житловим будинком. Проект нової споруди в спрощеному варіанті створив місцевий архітектор Нікаро-Карпенко Микола Йосипович, бо про високохудожню архітектуру в Маріуполі не дбали.